# Schloss Kochersteinsfeld
Das Schloss Kochersteinsfeld in Kochersteinsfeld im Landkreis Heilbronn im nördlichen Baden-Württemberg war ein Schloss des Hauses Württemberg und wurde 1969 wegen Baufälligkeit abgerissen.

## Geschichte
Das ehemalige Jagdschloss der Herzöge von Württemberg in Kochersteinsfeld diente als württembergisches Forstamt, bis das Amt 1822 nach Neuenstadt am Kocher verlegt wurde. Gemeinsam mit der Staatsdomäne Schweizerhof kam das Anwesen 1824 an den Bankier Johannes von Müller. Dessen im Schloss geborener Sohn Johann Wilhelm von Müller (1824–1866) wurde ein bekannter Forschungsreisender. Das Schloss wurde nach dem Zweiten Weltkrieg als Flüchtlingsunterkunft benutzt und nicht weiter erhalten, so dass es 1969 wegen Baufälligkeit abgerissen wurde.